# Helen Douglas Mankin

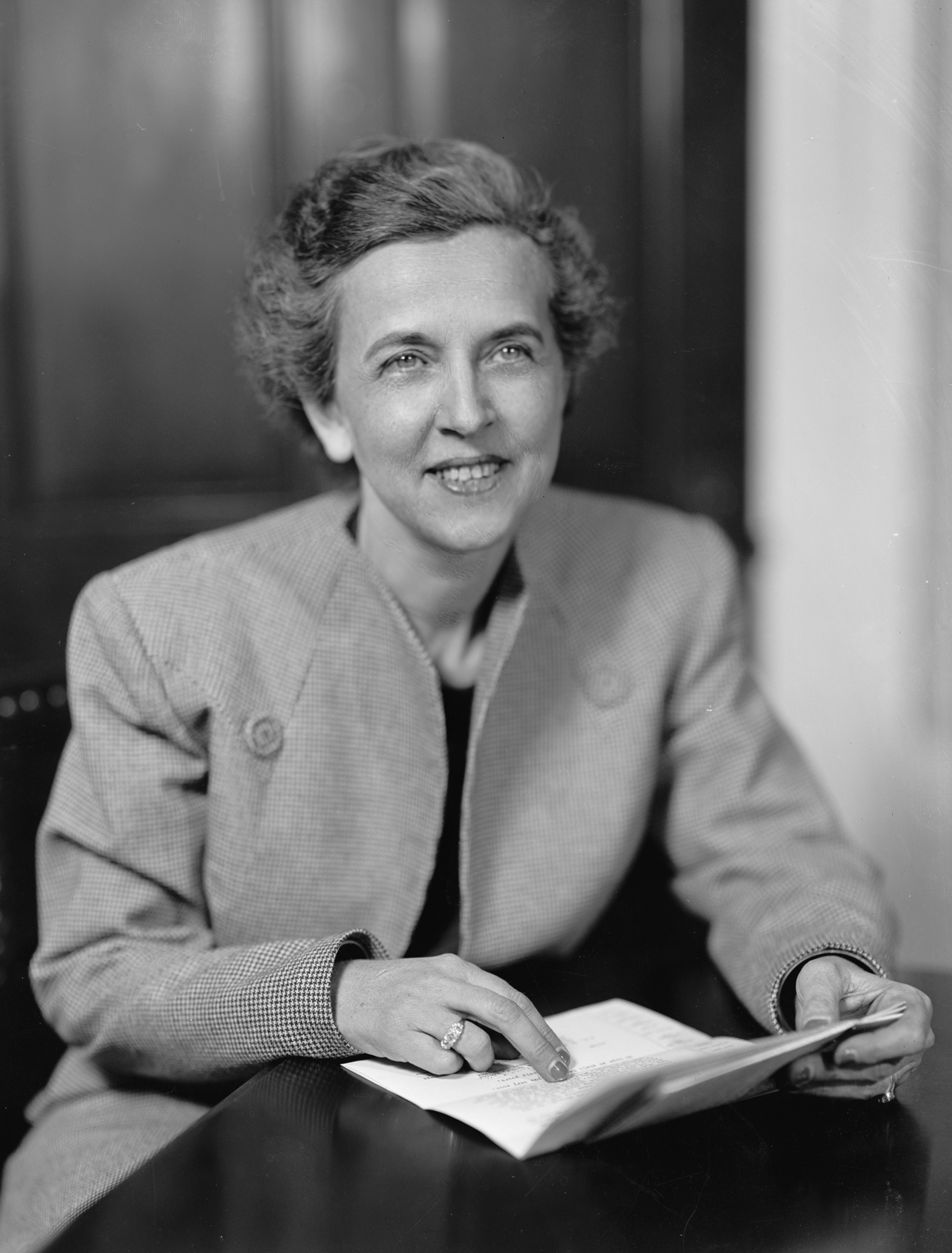
Helen Douglas Mankin

Helen Douglas Mankin (* 11. September 1896 in Atlanta, Georgia; † 25. Juli 1956 ebenda) war eine US-amerikanische Politikerin. Zwischen 1946 und 1947 vertrat sie den Bundesstaat Georgia im US-Repräsentantenhaus.

## Werdegang
Helen Mankin besuchte sowohl öffentliche als auch private Schulen. Im Jahr 1917 absolvierte sie das Rockford College in Illinois. Während des Ersten Weltkrieges war sie im Jahr 1918 Fahrerin eines Rotkreuzautos für die französische Armee. Nach einem anschließenden Jurastudium an der Atlanta Law School und ihrer im Jahr 1920  erfolgten Zulassung als Rechtsanwältin begann sie in ihrem neuen Beruf zu arbeiten.
Mankin war Mitglied der Demokratischen Partei. Zwischen 1937 und 1946 gehörte sie dem Repräsentantenhaus von Georgia an. Nach dem Rücktritt des Kongressabgeordneten Robert Ramspeck wurde sie bei der fälligen Nachwahl für den fünften Sitz von Georgia als dessen Nachfolger in das US-Repräsentantenhaus in Washington, D.C. gewählt. Dort trat sie am 12. Februar 1946 ihr neues Mandat an. Da sie im Jahr 1946 von ihrer Partei nicht zur Wiederwahl nominiert wurde, konnte sie bis zum 3. Januar 1947 nur die laufende Legislaturperiode im Kongress beenden.
Nach ihrem Ausscheiden aus dem US-Repräsentantenhaus zog sich Helen Mankin aus der Politik zurück. Sie verbrachte ihre letzten Lebensjahre bis zu ihrem Tod am 25. Juli 1956 in ihrer Geburtsstadt Atlanta.